# جورجه اسوتلیچیچ
جورجه اسوتلیچیچ (صربی: Đorđe Svetličić؛ زادهٔ ۵ ژانویهٔ ۱۹۷۴) بازیکن فوتبال اهل صربستان بود.
از باشگاه‌هایی که در آن بازی کرده‌است می‌توان به باشگاه فوتبال سرکل بروژ، باشگاه فوتبال خنت، و باشگاه فوتبال پارتیزان اشاره کرد.
وی همچنین در تیم ملی فوتبال صربستان و مونته‌نگرو بازی کرده‌است.